# Antyrealizm
Antyrealizm - przeciwieństwo realizmu epistemologicznego. Przekonanie, że świat zewnętrzny niezależny od podmiotu poznającego nie istnieje, a przynajmniej jest zupełnie inny niż podmiotowi poznającemu się wydaje.